# I'm into Something Good
〈I'm into Something Good〉는 제리 고핀이 작사, 캐럴 킹이 작곡하고 허먼스 허미츠가 제작한 것으로 유명한 노래다. 쿠키스의 멤버 얼진이 콜픽스 레코드에서 1964년 먼저 녹음했고 빌보드 핫 100에서 38위를 달성한다. 그 직후에 허먼스 허미츠가 자신들의 데뷔 싱글로 녹음하여 1964년 9월 14일 영국 싱글 차트 1위를 차지, 2주간 머물렀다. 그해 말 미국에서 13위, 캐나다에서 7위에 올랐다. 노래의 A 구간은 12개 마디의 블루스다.
허먼스 허미츠의 버전이 발표된 시기는 브리티시 인베이전이 전성기에 있을 때였으며, 브릴 빌딩의 작곡가, 이 경우 고핀과 킹은 자작곡을 쓰는 대부분의 영국 그룹에 자신들이 뒤쳐지고 있다고 생각했다. 노래는 《총알 탄 사나이》, 《더 브레이브 리틀 토스터 투 더 레스큐》, 《위자: 저주의 시작》 등 다양한 장편 영화에 등장했다. 또한 《패밀리 가이》 시즌 5의 〈Road to Rupert〉에서 등장했다. 캐럴 킹은 노래가 브라이언 윌슨에게 영향을 받았다고 말했다. "이건 숨길 수가 없네요. 이 곡은 브라이언의 음악에 영향받은 곡이에요."